# Шмадченко, Екатерина Фёдоровна
Екатерина Фёдоровна Шмадченко (20 сентября 1928, Карпёнка, АССР Немцев Поволжья — 22 февраля 2010, Рассказово, Тамбовская область) — советский хозяйственный, государственный и политический деятель, Герой Социалистического Труда.

## Биография
Родилась в 1928 году в селе Карпёнка. Член КПСС.
С 1948 года — на хозяйственной, общественной и политической работе. В 1948—1997 гг. — птичница птицесовхоза «Арженка» Рассказовского района Тамбовской области, бригадир, заведующая колониальным цехом выращивания молодняка птицы, заведующая фермой № 1 промышленного стада кур-несушек птицесовхоза / госплемптицезавода «Арженка» Рассказовского района Тамбовской области.
Указом Президиума Верховного Совета СССР от 7 марта 1960 года присвоено звание Героя Социалистического Труда с вручением ордена Ленина и золотой медали «Серп и Молот».
Избиралась депутатом Верховного Совета CCСР 6-го созыва.
Умерла в Рассказове в 2010 году.